# Xavier-Boniface Saintine

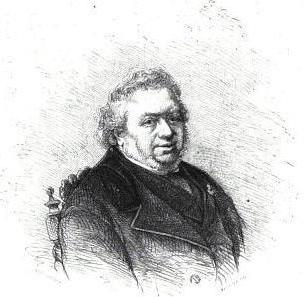
Xavier-Boniface Saintine

Xavier-Boniface Saintine (* 17. Juli 1798 in Paris; † 21. Januar 1865 ebenda; Pseudonym für: Joseph-Xavier Boniface) war ein französischer Lustspiel-, Vaudeville- und Romanautor.

## Leben
Saintine war ein ungewöhnlich produktiver Dramatiker, der an rund 200 Theaterstücken als alleiniger oder Mitautor beteiligt war, zumeist unter dem Pseudonym Xavier mit Eugène Scribe oder anderen Autoren aus dessen Schreibwerkstatt. Unter dem Pseudonym Picciola verfasste er zahlreiche Vaudevilles. Gemeinsam mit Jacques-François Ancelot verfasste er die Komödie Têtes rondes et cavaliers (1833), die als literarische Vorlage für Vincenzo Bellinis Oper I puritani diente. Das Vaudeville-Stück Le Bouffon du Prince (Der Narr des Prinzen) von 1831, das Boniface gemeinsam mit Anne-Honoré-Joseph Duveyrier verfasst hatte, bildete die Grundlage für Victor Hugos Drama Le roi s’amuse (1832), das wiederum Vorlage für Giuseppe Verdis Oper Rigoletto (1851) war.
Besonderen Ruhm zu seinen Lebzeiten erwarb sich Saintine jedoch als Romanautor, besonders für La Picciola (1836), einen Roman über einen politischen Gefangenen, der im Gefängnis seelischen Halt an einer kleinen Blume findet, die im Gefängnishof zwischen den Pflastersteinen wächst.

## Werke

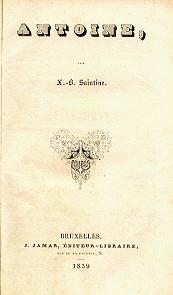
Titelseite von Antoine (1839).

- La bonheur que procure l’étude. Lehrgedicht. 1817.
- Poëmes. 1823.
- Jonathan le visionnaire. Roman. 1827.
- Le mutilé. Roman. 1832.
- Une maitresse de Louis XIII. Roman. 1834.
- La Picciola. Roman. 1836 (Volltext in der Google-Buchsuche).
- Seul. Roman. 1857.